# Wywieranie wpływu na osobę uprawnioną do głosowania
Wywieranie wpływu na osobę uprawnioną do głosowania – występek przeciwko wyborom i referendum zagrożony karą pozbawienia wolności od 3 miesięcy do lat 5 (art. 250 kk).
Polega on na wywieraniu wpływu na sposób głosowania osoby uprawnionej albo zmuszaniu jej do głosowania lub powstrzymywanie od głosowania. Może to nastąpić przez przemoc, groźbę bezprawną lub przez nadużycie stosunku zależności.